# Oreșene, Loveci
Oreșene (în bulgară Орешене) este un sat în comuna Iablanița, regiunea Loveci,  Bulgaria. 

## Demografie
Componența etnică a satului Oreșene
     Romi (46,1%)
     Bulgari (47,66%)
     Nicio identificare (6,23%)
     Altele (0%)
La recensământul din 2011, populația satului Oreșene era de 321 locuitori. Nu există o etnie majoritară, locuitorii fiind bulgari (47,66%) și romi (46,1%). Pentru 6,23% din locuitori nu este cunoscută apartenența etnică.